# Língua danwar
Danwar (também chamada danuwar, denwar, dhanvar, dhanwar) é uma língua biari falada em partes do Nepal por um grupo étnico indo-ariano de c.50 mil pessoas. É próxima à língua Bote-Darai, mas de outra forma não classificada dentro das línguas indo-arianas.
Uma variedade chamada danwar rai, ou dewas rai, que é distinta e pode ser um idioma separado. Não está relacionada com as línguas raida das línguas tibeto-birmanesas

## Falantes
Seus falantes vivem em Terai em colinas mais baixas. Em algumas áreas, Danwar é falado por pessoas de todas as idades, mas em outras vem ocorrendo uma mudança para o nepalês principalmente entre os mais jovens. A língua não está sendo passada para as crianças em algumas famílias.

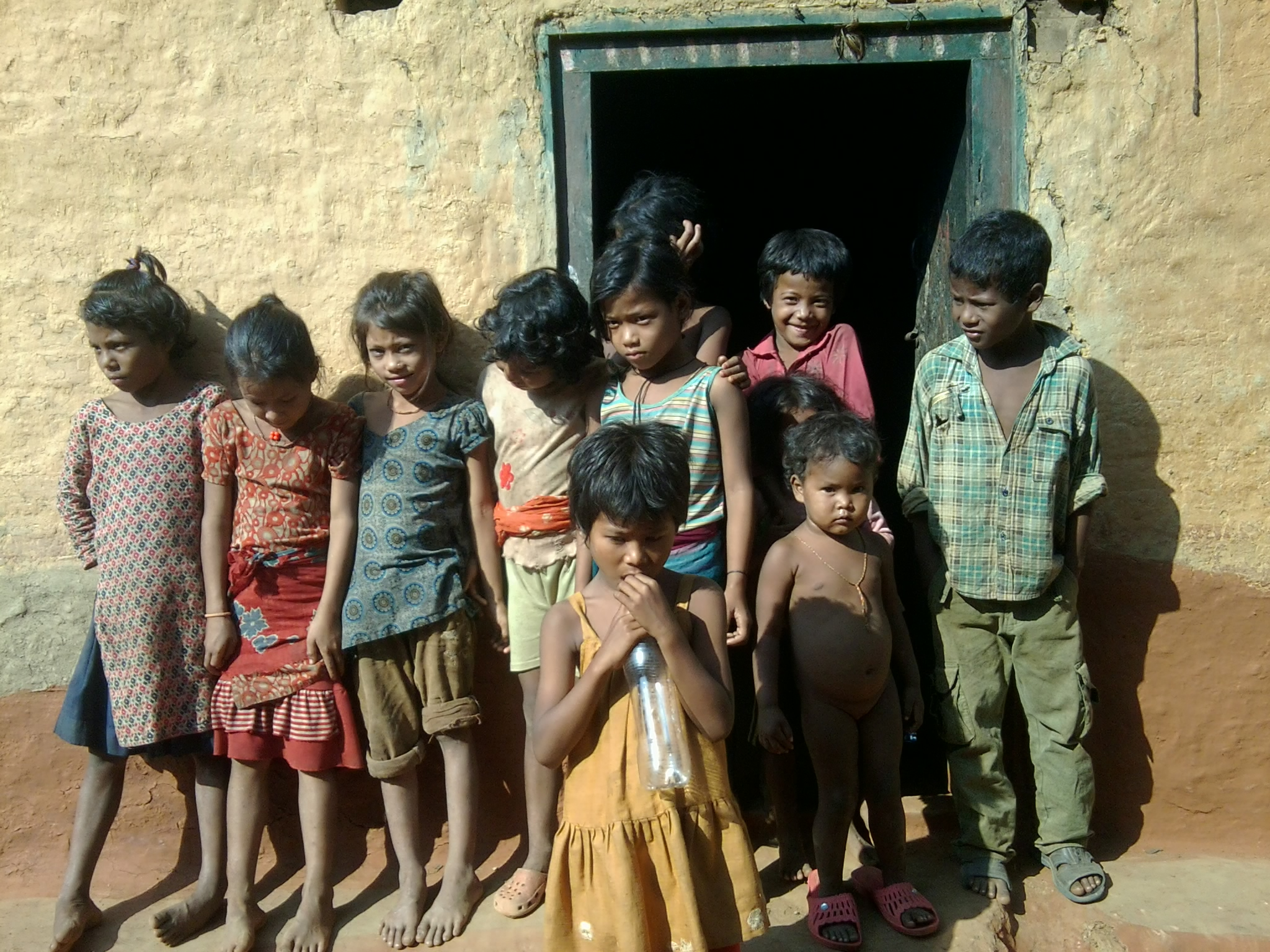
Crianças danwar

## Escrita
A língua usa a escrita Devanagari.

## Amostra de texto
सभे मानहुकसब प्रतिष्ठा आ अधिकारक आधारम जन्मजात स्वतंत्र आ समान हबछो। ओकरसिक बुद्धि आ विवेक लिइक आइल रहछो आ एक अर्कापखा आपनपनक व्यबहार करपर्तो।
Transliteração
sabhe mānhuksab pratiṣṭā ā adhikārak ādhāram janmajāt swatantra ā samān habacho. okarsik buddhi ā wiwek li-ik āil rahcho ā ek akārpakhā āpanpanak wyabahār karparto.
Português
Todos os seres humanos nascem livres e iguais em dignidade e direitos. Eles são dotados de razão e consciência e devem agir em relação uns aos outros com espírito de fraternidade. (Artigo 1 da Declaração Universal dos Direitos Humanos)